# Molophilus tehuelche
Molophilus tehuelche är en tvåvingeart som beskrevs av Alexander 1968. Molophilus tehuelche ingår i släktet Molophilus och familjen småharkrankar. Inga underarter finns listade i Catalogue of Life.